# Macaria notata
Macaria notata là một loài bướm đêm trong họ Geometridae.

## Hình ảnh

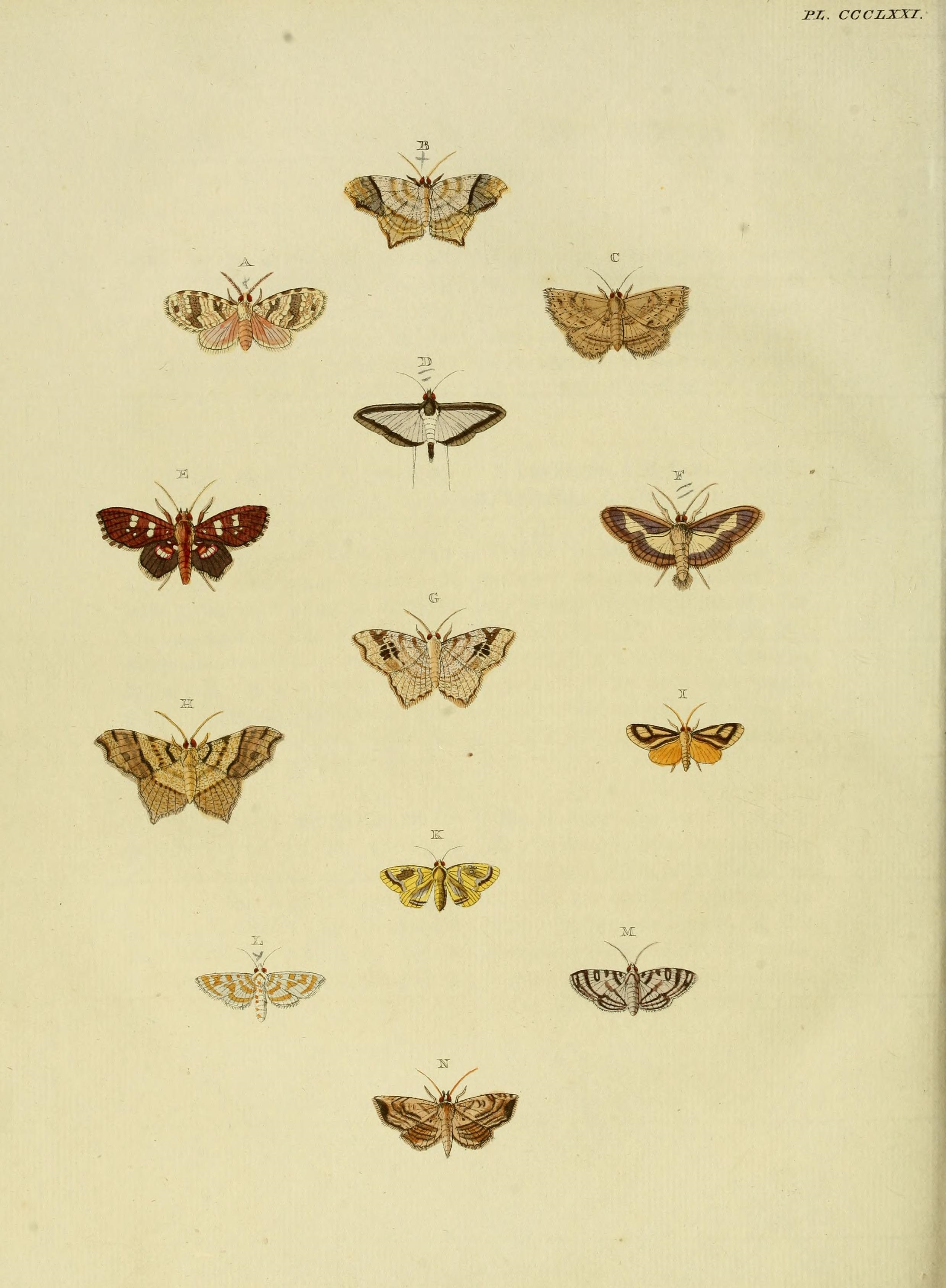
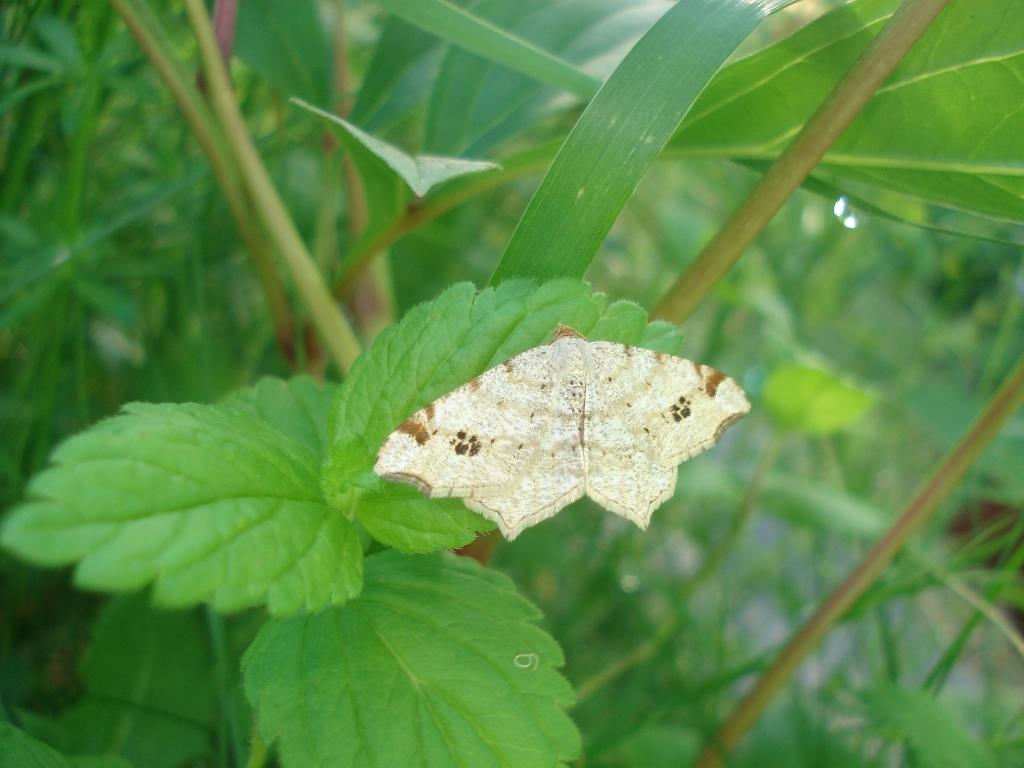
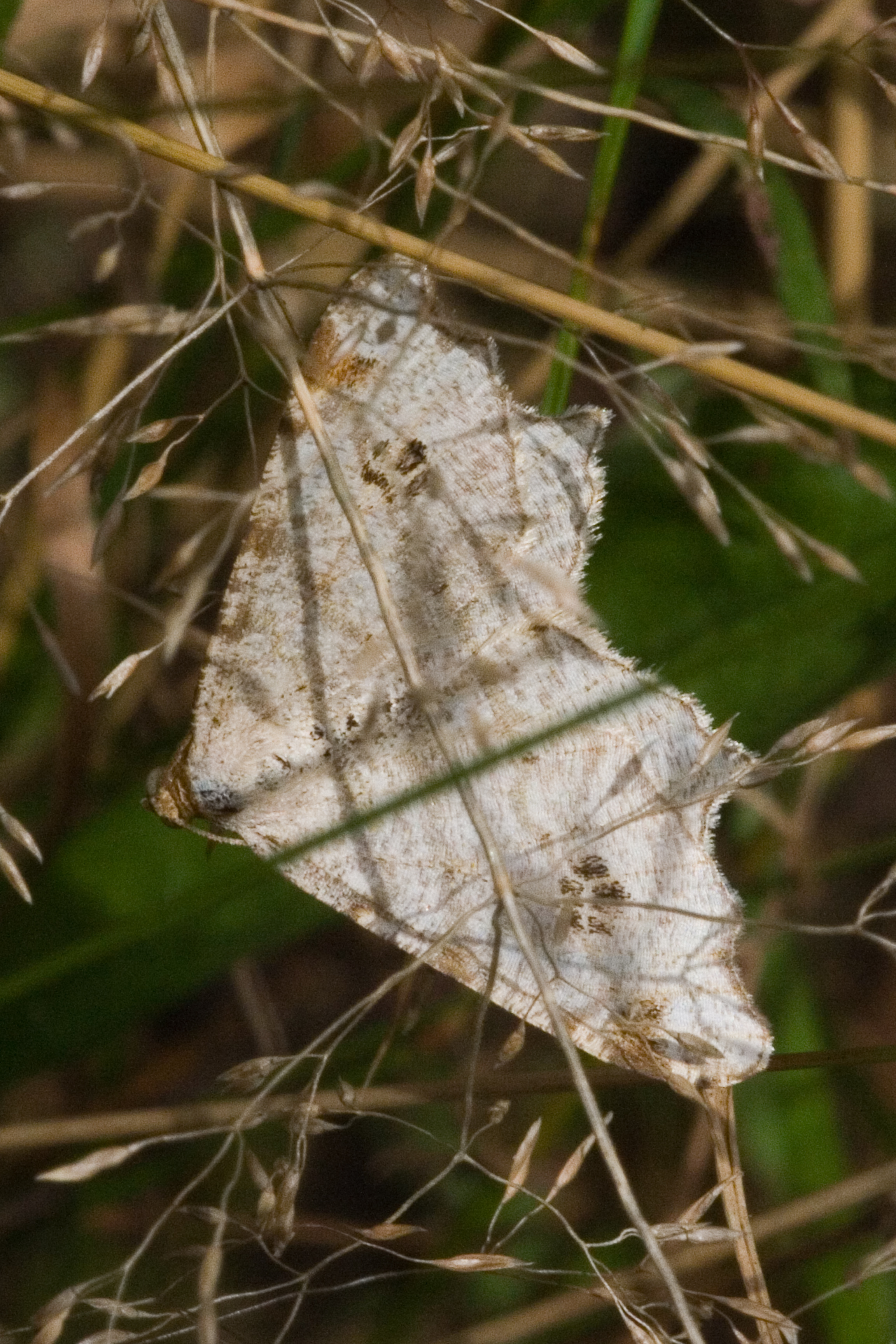
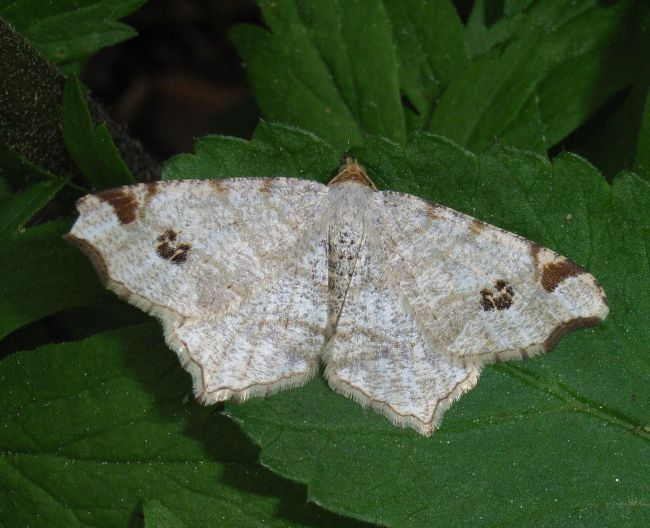
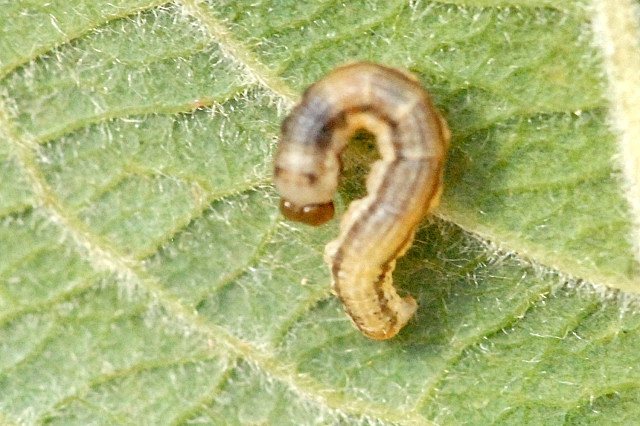
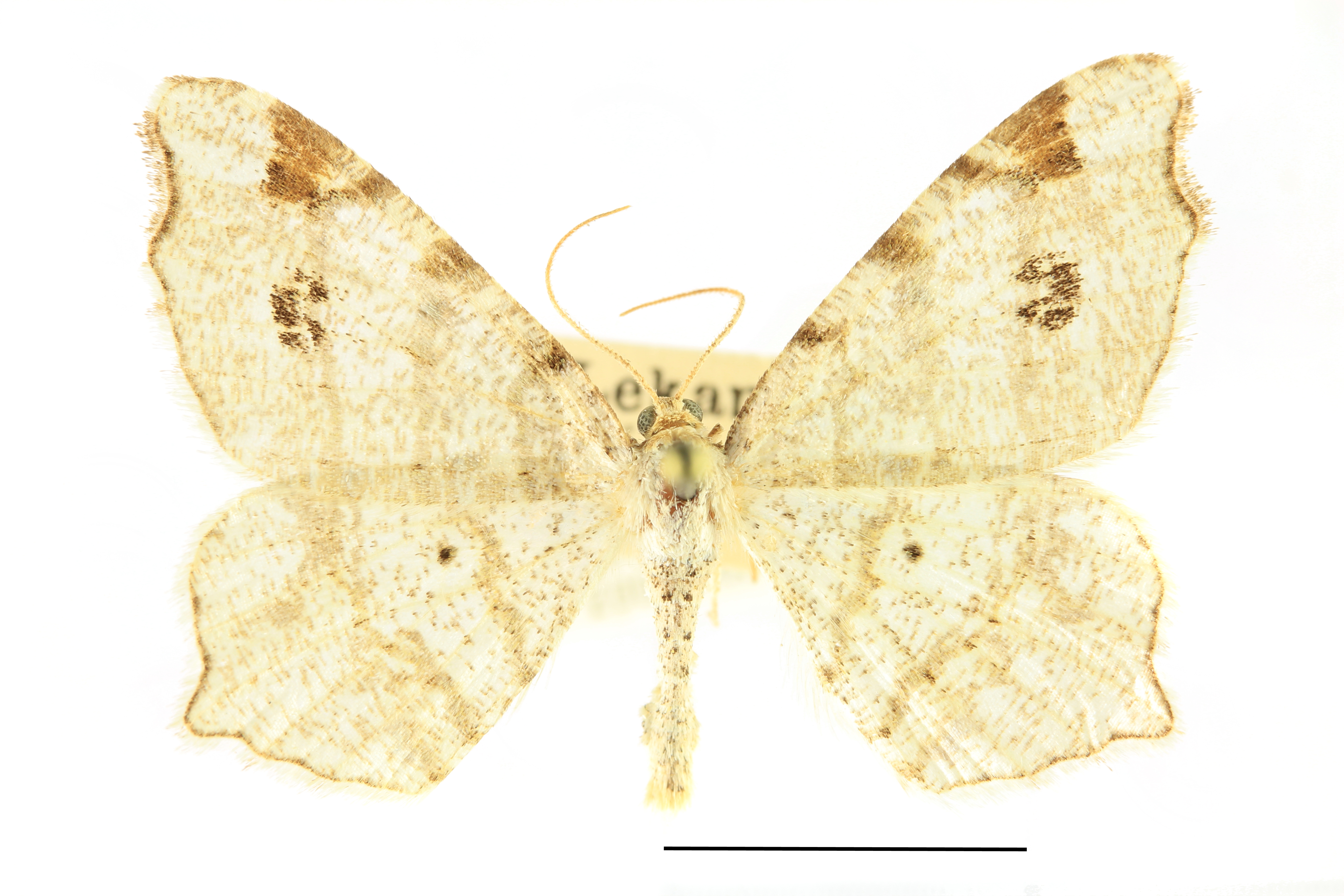